# بهادر والا، خانسر
بهادر والا (به انگلیسی: Bahadarwala) یک منطقهٔ مسکونی در پاکستان است که در پنجاب واقع شده‌است. بهادر والا ۱۷۰ متر بالاتر از سطح دریا واقع شده‌است.